# محلية الجنينة
محلية الجنينة (بالإنجليزية: Al Geneina District)‏ إحدى محليات ولاية غرب دارفور، السودان.